# La tipa del tipo
La tipa del tipo è un singolo del rapper italiano Marracash e del produttore discografico italiano DJ Tayone, pubblicato il 28 giugno 2013.

## Tracce
1. La tipa del tipo – 3:16

## Classifiche
| Classifica (2013) | Posizione massima |
| ----------------- | ----------------- |
| Italia            | 32                |